# Uthina atrigularis
Uthina atrigularis là một loài nhện trong họ Pholcidae. Loài này được phát hiện ở Singapore.